# قرمبالية
قرمبالية إحدى مدن الجمهورية التونسية، تقع في ولاية نابل.
وهي قلب الوطن القبلي. كما أنها مدينة تشتهر بإنتاج العنب من حيث الكمية والكيفية. بها مدينة صناعية ضخمة تعد من أضخمها في الجمهورية التونسية، تشتهر هذه المنطقة بالصناعة النسيجية.
هذه المدينة هي إحدى معتمديات الجمهورية التونسية، تابعة لولاية نابل.

## الموقع الجغرافي
تقع مدينة قرمبالية في ولاية نابل التي تعرف بـالوطن القبلي. وهي على ارتفاع 102 متر من مستوى البحر. كما تمتد على مساحة 815.5 هكتار. تتميز قرنبالية بتربة خصبة وموقع جغرافي استراتيجي جعلها في نفس الوقت بوابة من بوابات الوطن القبلي وبمثابة ضاحية من ضواحي العاصمة تونس.
اسمها اللاتيني «هوكولومباروس» بمعنى الحمام الزاجل.

### قرى مجاورة
تضم معتمدية قرمبالية عديد القرى خلاف للمدينة:
- نوال
- نيانو
- تركي
- بلي محطة
- بلحسن
- سبع وديان
- شماس
- التوتة
- الخوين
- حي سلتان
- هنشير عين طبرنق
- جبل طريف
- الخنقة

## التعليم
يوجد في مدينة قرمبالية العديد من المؤسسات التربوية. ففي التعليم الابتدائي يوجد أكثر من 10 مدارس في كامل المعتمدية. إضافة إلى 4 مدارس إعدادية ومعهدان ثانويان هما المعهد الثانوي بقرمبالية ومعهد ابن سينا.

## توأمة
لقرمبالية اتفاقيات توأمة مع:
- تشيستيرنا دي لاتينا

## شخصيات من المدينة
العديد من الشخصيات المعروفة نشأت في قرمبالية ومن بينها:
- الدكتور المنصف المرزوقي رئيس الجمهورية التونسية سابقا.
- محرزية العبيدي نائب رئيس المجلس الوطني التأسيسي التونسي (2011-2014).

## أعلام
- عبد الرؤوف بن عزيزة
- محمد جديدي
- حليمة القني
- أميرة بنت عمر
- المنصف المرزوقي
- حسن الهمالي - صحفي واعلامي

### مواضيع ذات علاقة
- ولاية نابل.